# Kreuzungsbahnhof
Als Kreuzungsbahnhof kann ein Bahnhof auf Grund unterschiedlicher Eigenschaften bezeichnet werden.

## Definition nach Lage im Netz

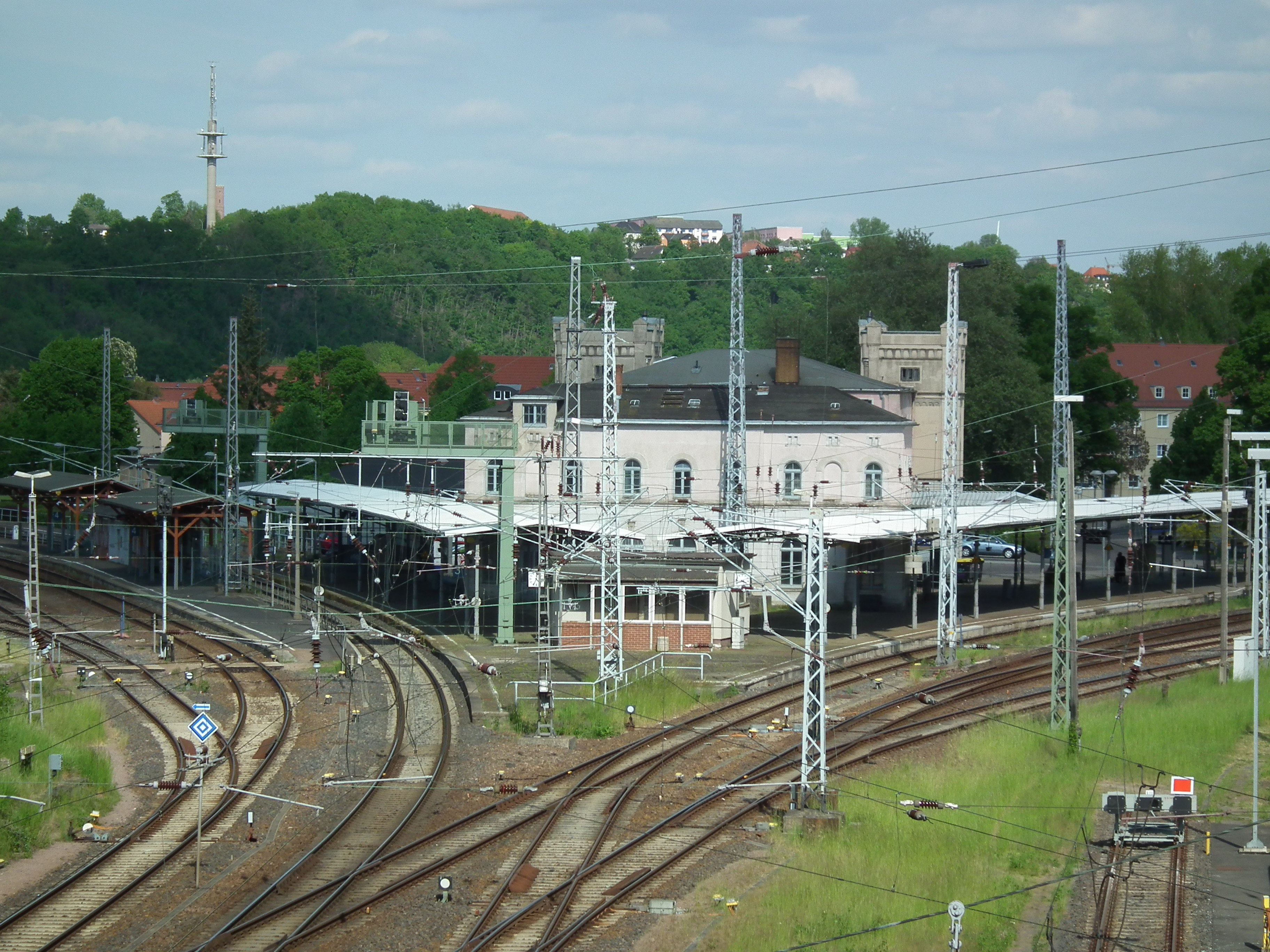
Döbeln Hbf, Kreuzungsbahnhof der Bahnstrecken Riesa–Chemnitz (Nord–Süd) und Borsdorf–Coswig (West–Ost); durch die Lage des Empfangsgebäudes zugleich Keilbahnhof

Ein Kreuzungsbahnhof ist ein Durchgangsbahnhof, in dem sich mindestens zwei Strecken kreuzen.
Die verschiedenen Strecken kreuzen sich dabei meistens auf einem Niveau und sind durch Weichen miteinander verbunden. Es ist möglich, dass sich die durchgehenden Hauptgleise im Bahnhof selbst nur begegnen, ohne sich zu kreuzen und erst etwas später über ein Überwerfungsbauwerk (auch Kreuzungsbauwerk) übereinander hinweggeführt werden, zum Beispiel in den Bahnhöfen Blankenberg (Meckl) und Geltendorf. Im Bahnhof Blankenberg (Meckl) war eine direkte Fahrt von (Rostock–) Bützow nach Wismar nur mit Zurücksetzen möglich, da es keine entsprechende Gleisverbindung gab.
Befindet sich das Empfangsgebäude mit den Bahnsteiganlagen in der Mitte der sich trennenden Strecken, so spricht man von einem Keilbahnhof; verlaufen beiderseits des Empfangsgebäudes die Streckengleise der beiden Strecken und sind diese davor und dahinter miteinander verbunden, handelt es sich um einen Inselbahnhof. Ein Kreuzungsbahnhof kann zudem in einer besonderen Bauform als Turmbahnhof auftreten; hier liegen die Strecken innerhalb des Bahnhofs auf verschiedenen Höhenniveaus und führen niveaufrei übereinander hinweg. In einigen dieser Bahnhöfe sind die Strecken durch Verbindungskurven miteinander verbunden. Beispiele für einen als Turmbahnhof ausgeführten Kreuzungsbahnhof sind Berlin Hauptbahnhof, Osnabrück Hauptbahnhof und Bahnhof Dülmen.
Beispiele
- Koblenz Hauptbahnhof – die linke Rheinstrecke wird gekreuzt von der Moselstrecke Richtung Westen und der Lahntalbahn Richtung Osten
- Neuss Hauptbahnhof – die linksniederrheinische Strecke wird von der Bahnstrecke Mönchengladbach–Düsseldorf gekreuzt, weitere Strecken führen nach Kaarst und nach Horrem
- Bahnhof Weinfelden – es kreuzen sich die Thurtallinie mit der Mittelthurgaubahn.

## Definition nach Betrieb

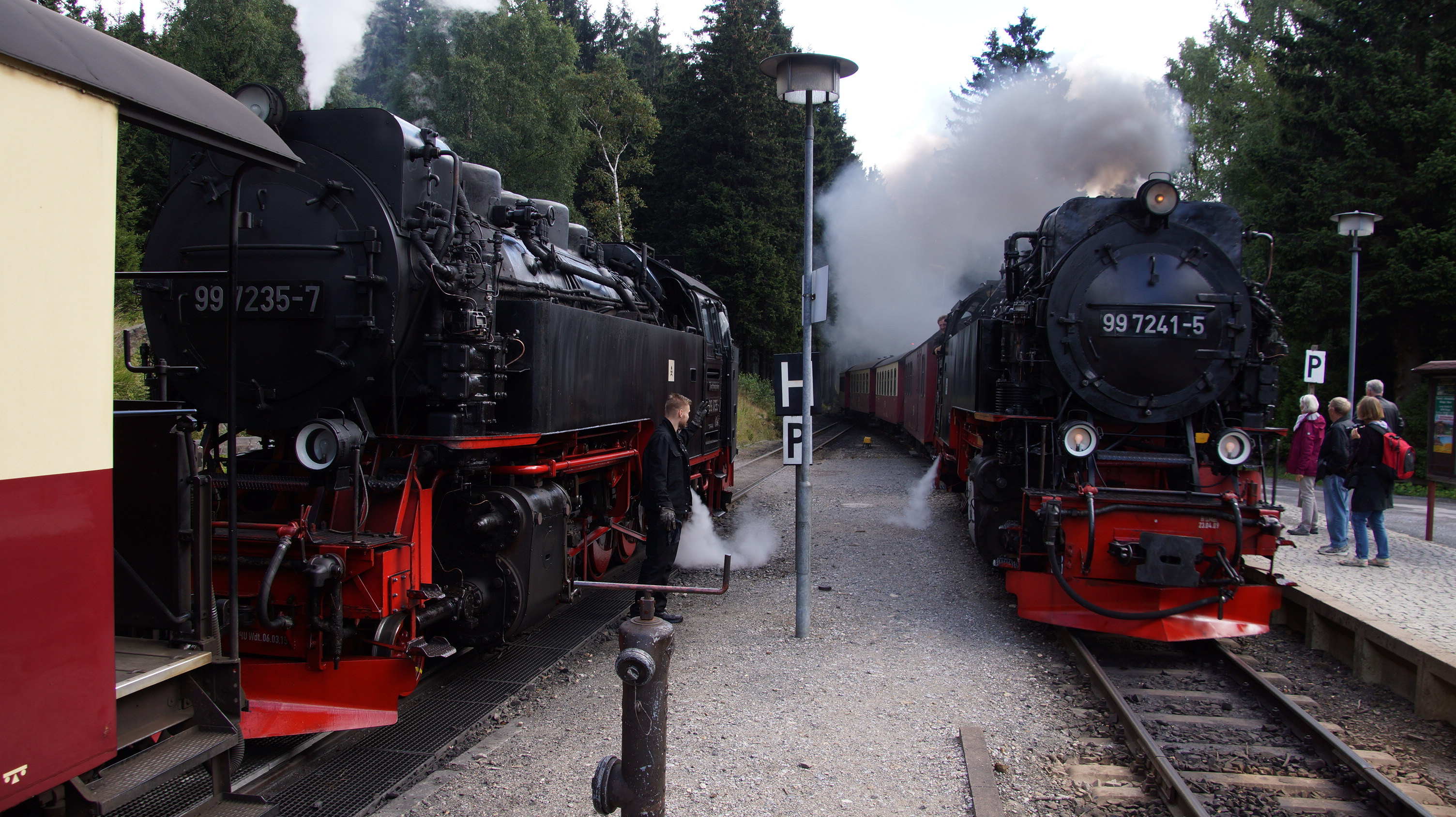
Im Bahnhof Schierke kreuzen planmäßig der talwärts und der bergwärts fahrende Zug auf der eingleisigen Brockenbahn

Ein Kreuzungsbahnhof ist ein Bahnhof, an dem ein Zug mit dem der Gegenrichtung kreuzen kann, siehe Zugkreuzung. Daher werden auch Durchgangsbahnhöfe an eingleisigen Strecken, insbesondere Betriebsbahnhöfe, in denen Züge planmäßig kreuzen oder kreuzen können, Kreuzungsbahnhof genannt.